# Rømlingsletta
Rømlingsletta är en platå i Östantarktis. Norge gör anspråk på området.